# Øre

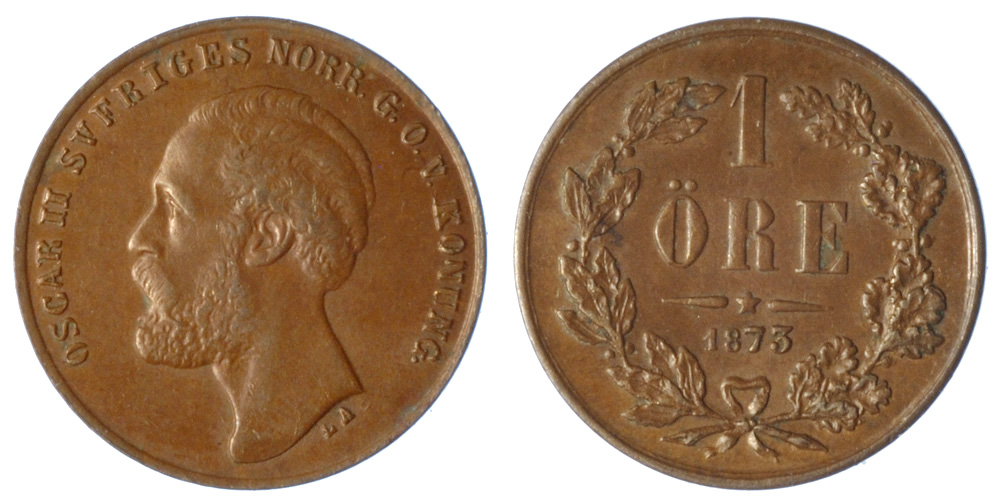
Une pièce de 1 öre de 1873.

L'øre ou öre désigne les subdivisions monétaires des couronnes danoise, féroïenne, norvégienne et suédoise.
Le terme øre provient du latin aureus, désignant une pièce en or.